# Giochi olimpici invernali 1944
I VI Giochi olimpici invernali si sarebbero dovuti svolgere a Cortina d'Ampezzo, in Italia, nel febbraio 1944, ma vennero annullati a causa del perdurare della seconda guerra mondiale.
La città venne scelta come organizzatrice dei Giochi il 9 giugno 1939, battendo la concorrenza di Montréal e di Oslo.
Nel 1949 Cortina d'Ampezzo fu nuovamente scelta per ospitare i VII Giochi olimpici invernali del 1956, mentre nel 2019 fu scelta per organizzare i XXV Giochi olimpici invernali di Milano-Cortina 2026.